# Feliks Undusk
Feliks Undusk est un journaliste et homme politique estonien.

## Biographie
Feliks Undusk est né le 23 décembre 1948 à Kärdla.